# Тактика в реальному часі
Тактика в реальному часі (англ. Real-time tactics — RTT) — жанр відеоігор, ігровий процес якого являє собою симуляцію військової тактики та оперативного мистецтва в режимі реального часу.
На відміну від стратегій в реальному часі, в RTT гравцеві не доводиться займатися питаннями виробництва і постачання юнітів або управлінням ресурсів, натомість вся увага приділяється тактичним маневрам на полі бою.
У ігровій журналістиці для позначення цього жанру іноді також застосовується словосполучення «тактичні стратегії».

## Загальна характеристика
На відміну від типової стратегії реального часу, в якій гравець повинен приділяти будівництву, виробництву та логістиці стільки ж або навіть більше уваги, ніж боям, в більшості тактичних ігор в реальному часі відсутні такі елементи, як будівництво бази, управління економікою, видобуток ресурсів, дослідження або дипломатія. Замість цього гравцеві належить сконцентруватися на тактичному і оперативному аспектах військових дій, включаючи бойове шикування юнітів, використання рельєфу тощо. У більшості випадків гравцеві належить вирішити поставлену перед ним задачу використовуючи тільки ті підрозділи, які були отримані ним на початку місії, а сам бій проходить у відповідності з логікою реального військового мистецтва, або намагається правдоподібно її імітувати.
У цьому полягає принципова відмінність RTT від інших жанрів стратегічних ігор. Так, у покрокових стратегіях бої зазвичай носять абстрактний характер і більше нагадують партію в настільну гру, ніж реальний бій. Покрокові тактичні ігри також намагаються імітувати логіку реального військового протистояння, проте сам по собі покроковий режим робить відображення бою в них більш абстрактним; в таких іграх бій зазвичай відбувається на порівняно невеликому ігровому полі, розділеному на окремі клітини, а відображення характеристик зброї і її застосування часто досить умовне. Навпаки, в тактиці реального часу гравцеві доводиться повною мірою зануритися в хід битви, що робить ігри такого роду більш динамічними і видовищними, даючи гравцеві відчуття безпосередньої присутності в бою, і більше орієнтованими на швидку реакцію, ніж на тривалі роздуми. У деяких іграх цього жанру, втім, присутня можливість в будь-який момент поставити ігровий процес на паузу, що дає можливість гравцеві налаштовувати під себе швидкість ігрового процесу.
Тактика реального часу походить від настільних покрокових тактичних ігор. Використання комп'ютера для симуляції бою дозволило перенести дію в режим реального часу, тим самим створивши принципово новий жанр.
Межа між RTT і RTS не завжди пролягає абсолютно чітко. Також іноді буває складно відрізнити тактику в реальному часі від рольової відеогри в реальному часі з сильним тактичним елементом. Наприклад, в Neverwinter Nights 2 існує так званий "стратегічний режим управління, який по суті імітує ігровий процес типової RTT.
RTT може розглядатися як один з різновидів комп'ютерного варгейму.

## Історія
Предтечею жанру RTT вважається гра Legionnaire компанії Avalon Hill, що вийшла в 1982 році на платформі Atari 400/800/XL/XE.
Однак масова популярність прийшла до цього жанру лише в середині 1990-х років, коли продуктивність домашніх комп'ютерів вперше повною мірою дозволила графічно відображати бій у режимі реального часу. У цей час з'явилися такі ігри, як Warhammer: Shadow of the Horned Rat (у відомому фентезі-сетингу) і Sid Meier's Gettysburg! (в сетингу Громадянської війни в США). Обидві гри були виконані з використанням 3D-графіки і концентрувалися безпосередньо на бойовому процесі.
У 1996 році з'явилася присвячена подіям Другої світової війни серія Close Combat від Atomic Games, яка задала новий стандарт реалізму, що відбувається в грі, надалі розвинений у серії Combat Mission.
Такими ж наріжними каменями жанру стали ігри Shogun: Total War від Creative Assembly (2000), а також Ground Control (2000) і World in Conflict (2007) від Massive Entertainment.